# Trent Tucker
Kelvin Trent Tucker, född 20 december 1959 i Tarboro i North Carolina, är en amerikansk före detta professionell basketspelare (SG) som tillbringade elva säsonger (1982–1993) i den nordamerikanska basketligan National Basketball Association (NBA), där han spelade för New York Knicks, San Antonio Spurs och Chicago Bulls. Under sin karriär gjorde han 6 236 poäng (8,2 poäng per match); 1 532 assists och 1 520 rebounds, räddningar från att bollen ska hamna i nätkorgen, på 756 grundspelsmatcher.
Tucker draftades av New York Knicks i första rundan i 1982 års draft som sjätte spelare totalt.
Han var med och vinna Chicago Bulls tredje raka NBA-mästerskap för säsongen 1992–1993.
Innan han blev proffs, studerade han vid University of Minnesota och spelade basket för deras idrottsförening Minnesota Golden Gophers i National Collegiate Athletic Association (NCAA).